# سيليسين

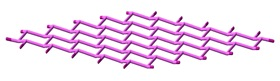
بنية متموجة نمطية لطبقة من السيليسين.

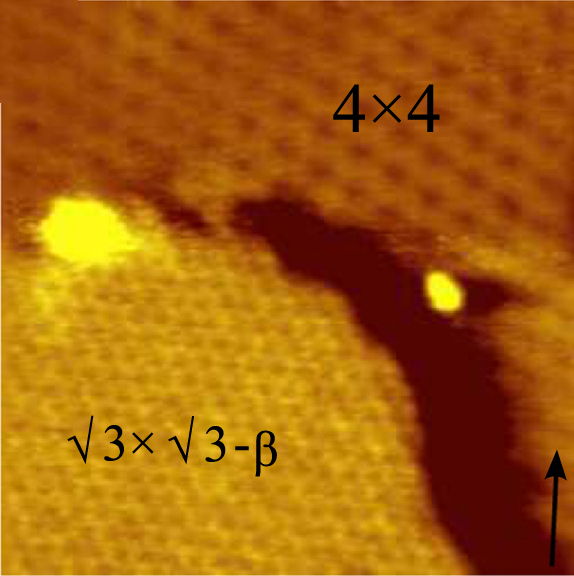
صورة بواسطة مجهر مسح نفقي (STM) لطبقتين من السيليسين على طبقة رقيقة من الفضة.

السيليسين (بالإنجليزية: Silicene)‏ هو متآصل ثنائي الأبعاد من السيليكون، والذي لديه بنية مكونة من سداسيات خلية النحل شبيهة ببنية الغرافين. على العكس من بنية الغرافين فإن السيليسين ليس مستوياً، ولكن لديه تضاريس متعرجة دورية، ويكون الترابط بين الطبقات في السيليسين أقوى منه الغرافين.
على الرغم من تنبؤ عدد من الباحثين بوجود السيليسين؛ إلا أنه اكتشف رسمياً في سنة 2010.